# Diocesi di Ausuccura
La diocesi di Ausuccura (in latino: Dioecesis Ausuccurensis) è una sede soppressa e sede titolare della Chiesa cattolica.

## Storia
Ausuccura, forse identificabile con Ascours nell'odierna Algeria, è un'antica sede episcopale della provincia romana di Numidia.
Unico vescovo conosciuto di questa diocesi africana è Donatus Ausuccurensis, il cui nome appare al 15º posto nella lista dei vescovi della Numidia convocati a Cartagine dal re vandalo Unerico nel 484; Donato, come tutti gli altri vescovi cattolici africani, fu condannato all'esilio.
Dal 1933 Ausuccura è annoverata tra le sedi vescovili titolari della Chiesa cattolica; dal 9 gennaio 2021 il vescovo titolare è Lizardo Estrada Herrera, O.S.A., vescovo ausiliare di Cusco.

## Cronotassi

### Vescovi residenti
- Donato † (menzionato nel 484)

### Vescovi titolari
- George Theodore Boileau, S.I. † (21 aprile 1964 - 25 febbraio 1965 deceduto)
- Louis Van Steene, M.Afr. † (24 maggio 1965 - 20 settembre 1976 dimesso)
- Michael Kpakala Francis † (28 ottobre 1976 - 19 dicembre 1981 nominato arcivescovo di Monrovia)
- Jaime Mota de Farias † (14 luglio 1982 - 7 novembre 1986 nominato vescovo di Alagoinhas)
- José Carlos de Lima Vaz, S.I. † (12 dicembre 1986 - 15 novembre 1995 nominato vescovo di Petrópolis)
- Jiří Paďour, O.F.M.Cap. † (3 dicembre 1996 - 23 febbraio 2001 nominato vescovo coadiutore di České Budějovice)
- José Carlos dos Santos, F.D.P. † (20 giugno 2001 - 25 marzo 2002 deceduto)
- Jacinto Bergmann (8 maggio 2002 - 15 giugno 2004 nominato vescovo di Tubarão)
- Juan Vicente Córdoba Villota, S.I. (30 giugno 2004 - 25 novembre 2011 nominato vescovo di Fontibón)
- Tulio Luis Ramírez Padilla (4 aprile 2012 - 11 dicembre 2020 nominato vescovo di Guarenas)
- Lizardo Estrada Herrera, O.S.A., dal 9 gennaio 2021